# آيت العياشي (سيدي بولعلام)
آيت العياشي هو دُوَّار يقع بجماعة سيدي بولعلام، إقليم الصويرة، جهة مراكش آسفي في المملكة المغربية. ينتمي الدوّار لمشيخة سيدي بولعلام التي تضم 12 دوار. يقدر عدد سكانه بـ 336 نسمة حسب الإحصاء الرسمي للسكان والسكنى لسنة 2004.

## وصلات خارجية
- البوابة الوطنية للجماعات الترابية
- المندوبية السامية للتخطيط